# Sløjd
Sløjd er et fag i den danske folkeskole og har været det i mere end hundrede år.
Sløjd er en pædagogisk tilrettelagt undervisning, der skal udvikle barnets alsidige evner gennem målrettet værkstedsarbejde. Sløjd adskiller sig derved fra husflid, hvor fremstillingen af produktet står i centrum.
Vi har fået ordet gennem svensk, men på dansk omfatter sløjd ikke textilslöjd (håndarbejde, som er et selvstændigt skolefag) og hemslöjd (husflid og delvis kunsthåndværk) som på svensk. Til gengæld blev ordet håndgerning i 1800-tallet også brugt om sløjd m.v. Et nyt fag på seminarierne fra 2007 er materiel design, som omfatter dele fra både sløjd og håndarbejde.
Ordet sløjd er fra svensk:"Slöjd", på norsk hedder det:"Sløyd". Det er afledt af ordet "slöghð" (kunstfærdighed, dygtighed), der menes at have en fællesgermansk rod sloɣia, dygtig til at slå eller smede (med en hammer) af slaχan (slå). Det engelske ord craft betegner det behændige, dvs. grundbetydningen af sløjd. Ved omtale af skandinaviske forhold eller skolefag kan anvendes fremmedordet sloyd, og ellers woodwork(ing).

## I sløjd bruges mange forskellige materialer
De mest udbredte områder inden for sløjd er træsløjd og metalsløjd, men faktisk er det kun materialers giftighed eller farlighed, der sætter en begrænsning. Også eksempelvis
horn, tak, ben, kunststof, læder, pil, ståltråd, hestehår, paraffin, tin, sten osv. inddrages i sløjdundervisningen. I tidligere tiders småsløjd var papir et fremtrædende materiale.

## Formålet med sløjd
»Formålet med undervisningen i sløjd er, at eleverne tilegner sig kundskaber og færdigheder, der knytter sig til skabende og håndværksmæssig fremstilling. De skal udvikle færdigheder i at formgive og fremstille ting, der har æstetisk og funktionel værdi samt blive i stand til at forstå samspillet i processen fra idé over planlægning til udførelse.« (Kilde: Undervisningsministeriet).

## Eksempler på sløjdemner
Eksempler på emner, man kan tage op, kunne være: pilefletning, lædersyning, grøn sløjd, ståltrådssløjd = luffarslöjd, knivbygning, børstenbinding, spånsløjd, lysestøbning, tinstøbning, intarsia, smykkesløjd, fuglehuse, spil, smedning, trædrejning, samesløjd.
I sløjd arbejder man også med design, kulturteknikker, etnografika og sløjdteori (herunder: værktøjslære og materialelære).

## Sløjd kom rigtig i gang i 1880'erne
Der har været sporadiske tiltag til manuelt arbejde i skoler for flere hundrede år siden, og det var med i skoleloven af 1814, da den almindelige undervisningspligt blev indført; men der kom ikke noget ud af tankerne før end i 1880'erne. I anden halvdel af 1800-tallet opstod husflidsbevægelsen (blandt hovedpersonerne var lærer N.C. Rom (1839-1919) og ritmester A. Clauson-Kaas (1826-1906)), og i samme periode opstod tanken om sløjd som en pædagogisk funderet værkstedsundervisning.
Det første betydningsfulde tiltag til sløjdundervisning i Danmark er fra ca. 1883, men 1886 er et skelsættende år, hvor to sløjdlærerskoler så dagens lys i Danmark, nemlig Askov Sløjdlærerskole (nu videreført som Sløjdhøjskolen i Esbjerg) grundlagt af Søren Larsen Meldgaard (1850-1894), og Dansk Sløjdlærerskole grundlagt af Aksel Mikkelsen (1849-1929) i København.
I starten var sløjd også et fag i gymnasiet. Emil Slomann indførte sløjd på Slomanns Skole i 1885 med Aksel Mikkelsen og senere Frederik Galatius som lærer. Rektor Carl Berg indførte sløjd på Frederiksborg Statsskole i 1888 med Kresten Korsgaard som lærer, og på Ingrid Jespersens Gymnasieskole havde pigerne i begyndelsen af 1900-tallet sløjd til studentereksamen; rektor Georg Bruun indførte tidligt sløjd på Kolding Latin- og Realskole.
Dette er blot eksempler.

## Betydelig sløjdinspiration udgik fra Nääs i Sverige
Både Melgaard og Mikkelsen deltog i 1880'erne i sløjdlærerkurser på Nääs i Sverige hos sløjdforegangsmanden Otto Salomon (1849-1907), men den første skolemand, der indførte sløjd, var Uno Cygnæus (1810-1888) i Finland.

## Dansk Skolesløjd vs. Askov Sløjd
I mange år repræsenterede de to skoler (Askov Sløjd og Dansk Skolesløjd) forskellige sløjdretninger, der lå i strid med hinanden. Askov-sløjdens Sløjdforeningen af 1902 blev forenet med Dansk Skolesløjds Dansk Sløjdlærerforening ved foreningssammenlægning i 1978 til Danmarks Sløjdlærerforening, og i dag er der ingen reminiscenser af interne stridigheder.
Dansk Skolesløjd var (indtil sammenlægningen og forsoningen i 1978) langt det mest udbredte af de to sløjdsystemer, men til gengæld ser de senere års sløjdudvikling ud til at stå mere i gæld til Askov-lignende tanker.

## Børneværktøj til sløjd
Aksel Mikkelsen fra Dansk Skolesløjd var ophavsmand til, at der blev fremstillet værktøj i børnestørrelse, og dette blev solgt fra Dansk Sløjdlærerskoles Værktøjshandel, indtil denne blev nedlagt i begyndelsen af 1990'erne. Der var især tale om børnestørrelser af høvle og rammesave, men også om den særlige kolonnehøvlebænk til skolernes sløjdsale.

## Modeludvalget i København
I mange år indtog Modeludvalgets tegninger en central rolle i sløjdundervisningen efter systemet Dansk Skolesløjd. De udkom i perioden 1940-1997. Men den såkaldte »modelsløjd« kom i miskredit i slutningen af 1900-tallet. Både Dansk Skolesløjd og Askov Skolesløjd havde haft deres modelserier. Modellerne kan stadigvæk være til inspiration, men tidligere var de autoritative og satte normer m.h.t. målfasthed, og nu er de udgangspunkt for videre design, udvikling og individuel udførsel.

## Den politiske ramme
Faget havde stor medgang i de første årtier og blev indført på progressive skoler, selv om det ikke var noget lovkrav. Københavns kommunale skolevæsen indførte sløjd på alle skoler i 1895. Ved skoleloven af 1937 blev sløjd et obligatorisk fag over hele landet, og som følge heraf indførtes sløjd for alle mandlige seminarieelever. Efter 1958-loven styrkedes metalsløjd i den almene linje (dvs. det var ikke almindeligt i realafdelingen). Skolerne blev veludstyrede med metalsløjdlokaler. Træsløjd havde alle drenge i mindst 4 år. Men 1975-loven medførte en beskæring af timetallet; til gengæld blev sløjd obligatorisk for piger. Metalsløjdens storhedstid var forbi. Mange metalsløjdlokaler blev ombygget til andre formål til trods for, at nutidig sløjdundervisning efter 1993-loven omfatter både træ og metal og andre materialer. Der må altså i stor udstrækning drives begrænset metalsløjd, fordi det skal foregå i et træsløjdlokale. I perioden fra 4. til 7. klasse har man sløjd i to år med to ugentlige timer som vejledende timetal. I praksis ligger sløjdundervisningen normalt i 5. og 6. klasse, men mange skolevæsener snyder på vægten ved at have mindre timetal og nedskære undervisningen helt ned til et halvt år, når det politiske flertal ikke indser fagets betydning; og privatskoler behøver slet ikke at have sløjd og andre praktiske fag.

### Undervisningsministeriets læreplan
Af Undervisningsministeriets læreplan for sløjd fremgår:
De centrale kundskabs- og færdighedsområder er:
- Design og produkt
- Materiale- og værktøjskendskab
- Kulturteknikker
- Skabende processer

I sløjd skal de grundlæggende kundskaber og færdigheder i hvert af de fire områder udvikles som en helhed på alle fagets klassetrin, både i faget sløjd, og når sløjd indgår i tværgående emner og problemstillinger.
De centrale kundskabs- og færdighedsområder er grundlaget for tilrettelæggelsen, gennemførelsen og evalueringen af undervisningen, således at eleverne får mulighed for at
- udvikle og planlægge arbejdet fra inspiration til færdige produkter,
- kende materialer i vor omverden og de værktøjer og maskiner, der er egnede til bearbejdelse af disse under hensyntagen til arbejdsmiljø,
- forstå historiske og nutidige teknologier og deres indflydelse på personlig, miljø- og samfundsmæssig udvikling,
- udvikle sig og føle glæde ved praktisk, eksperimenterende arbejde.

Privatskoler behøver iflg. friskoleloven ikke at undervise i alle fag, og blandt de udeladte fag er oftest sløjd, håndarbejde og hjemkundskab.

## Sløjdhistorisk litteratur
- »Dansk Skolesløjd« nr. 2, 1973: (75-års jubilæumsnummer) – Dansk Sløjdlærerforening 1898-1973 – Dansk Skolesløjd under skiftende lovgivning – »Dansk Skolesløjd« (tidsskriftet) – Dansk Sløjdlærerskole (Sløjdlæreruddannelsen gennem tiderne).
- Sløjdbladet nr. 3, 1977 (særnummer) Henry Mogensen: Sløjdforeningen af 1902 (En beretning om 75 års virke). 38 sider.
- Curt Allingbjerg: Sløjd i Danmark 1883-1983 – baggrund og vilkår. Dansk Skolesløjds Forlag 1983. ISBN 87-87745-07-0
- Mogens Nielsen: Sløjd. Træk af fagets idehistorie. — Heri: Aksel Sørensen: En skole, der bliver 100 år. Dansk Sløjdlærerskole 100 år. Dansk Skolesløjds Forlag 1986. ISBN 87-87745-17-8
- Henry Mogensen: Sløjdlæreruddannelse gennem 100 år. Sløjdhøjskolen i Esbjerg 1986.